# Marcel Guiguet et Compagnie
Pour les articles homonymes, voir Guiguet.
La motocyclette Marcel Guiguet et Compagnie (M.G.C.) est d’une conception différente des autres motocyclettes, construite dans un alliage léger à haute résistance en Alpax A-S 13 (alliage d’aluminium à 13 % de silicium). Le cadre habituel est remplacé par deux pièces principales venues de fonderie : le châssis et le réservoir-poutre. D’une robustesse à toute épreuve, ces deux pièces sont usinées sur des montages spéciaux, assurant la disposition des divers organes qu’elles supportent dans une ligne et un parallélisme parfaits et invariables. Elles sont de plus assemblées entre elles par cinq haubans profilés en double T en acier spécial laminé et fraisé, qui ont le gros avantage d’être rapidement démontables et parfaitement interchangeables. Outre ces propriétés mécaniques incomparables, nous signalons l’heureuse utilisation de l’Alpax pour les réservoirs à huile et à essence(15 l). Ils sont bien entendu, coulés d’un bloc, l’un avec le « châssis », l’autre avec le « réservoir-poutre » et subissent une épreuve hydraulique très poussée, les mettant pour toujours à l’abri des fuites pourtant si fréquentes dans la fabrication courante. Moteur-boîte de vitesses. Ces deux organes, le premier encastré exactement dans le berceau châssis, le deuxième coulissant sur une semelle fraisée dans la masse forment de ce fait, un bloc homogène qui se prolonge d’ailleurs jusqu’à la roue arrière par des longerons profilés. Le travail du moteur est transmis à la boîte de vitesses par une chaîne à rouleaux graissée et sous carter étanche en alliage léger, servant de bain d’huile... 
Elles ont été fabriquées de 1929 à 1943.